# 萨拉菲亚桥
萨拉菲亚桥（阿拉伯语：‎）横跨伊拉克巴格达的底格里斯河。该桥始建于1940年代或1950年代伊拉克王国时期，由英国公司修建，连接巴格达北部瓦齐里耶和尤塔菲耶两个社区。
这座桥先前曾在1991年美国轰炸下损坏，2007年4月12日当地时间07:00，一辆废弃的卡车发生炸弹爆炸，导致该桥部分倒塌。爆炸造成至少10人死亡，26人受伤，但有报道称还有20人被困在桥下的汽车内。
这座桥于爆炸发生后的一年零两个月后重建，并于2008年5月27日重新开放，时任伊拉克总理努里·马利基举行了落成仪式。

## 图集

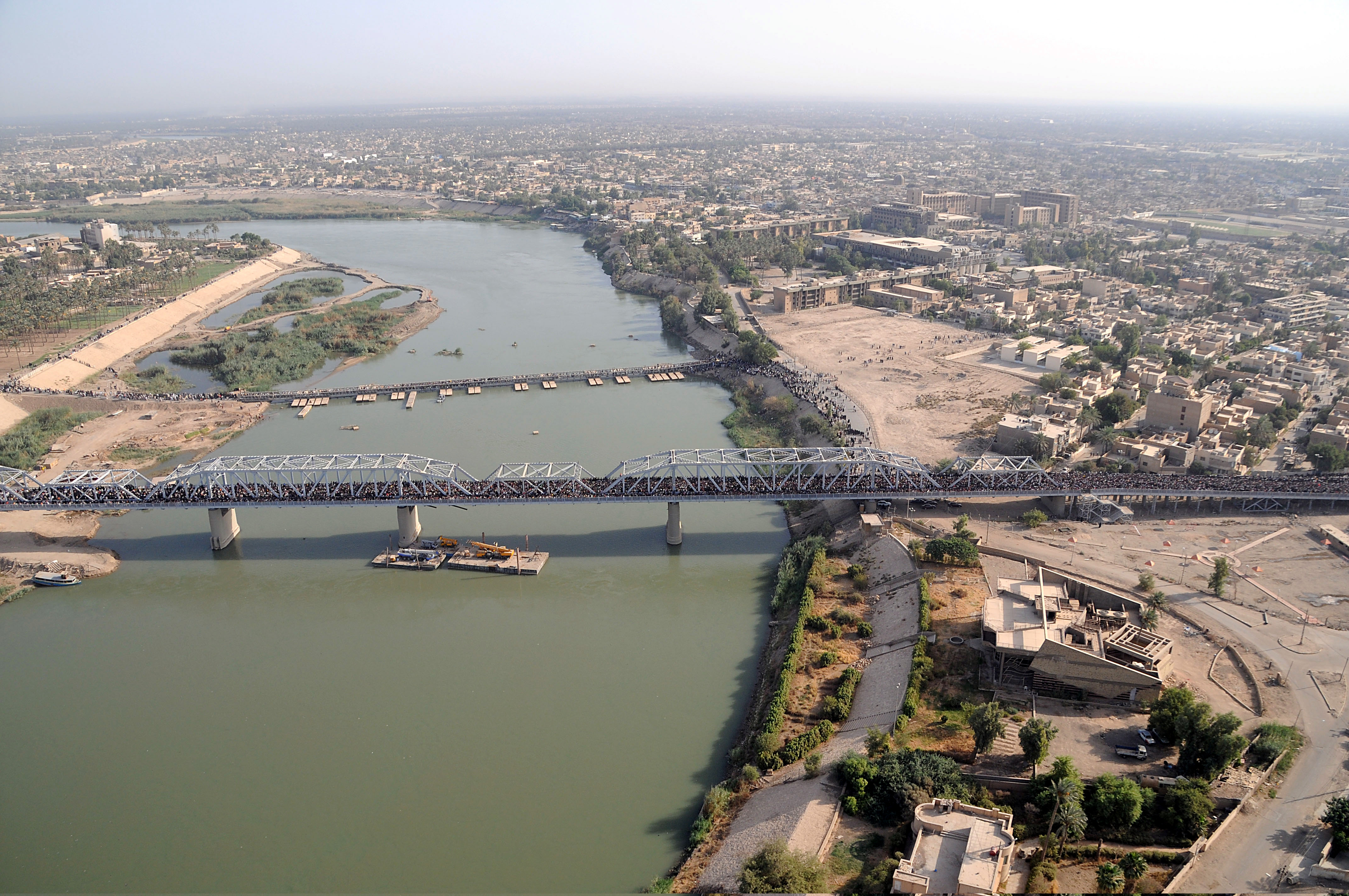
航拍朝圣者跨越新桥（2008年7月）
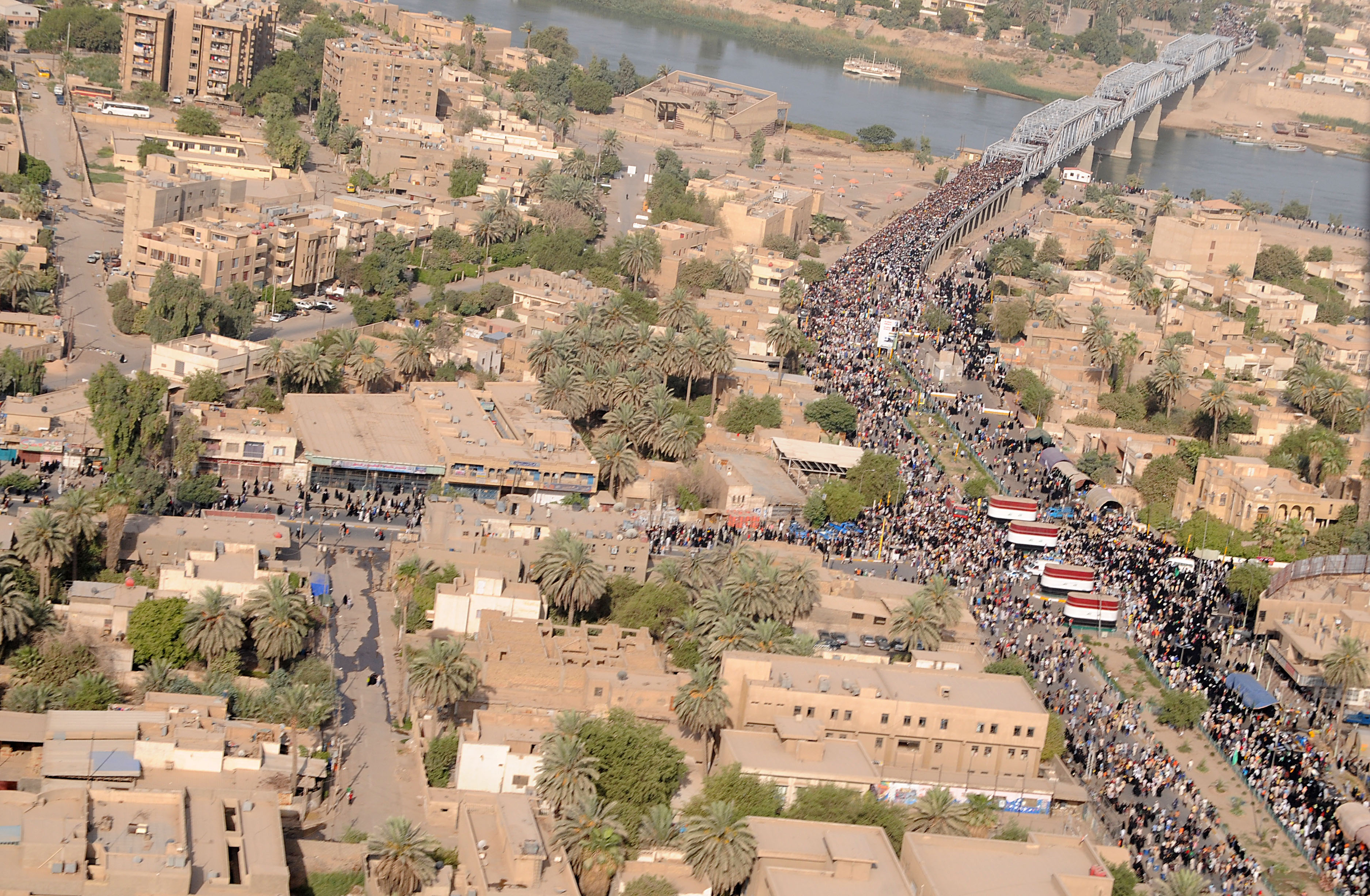
航拍朝圣者跨越新桥（2008年7月）
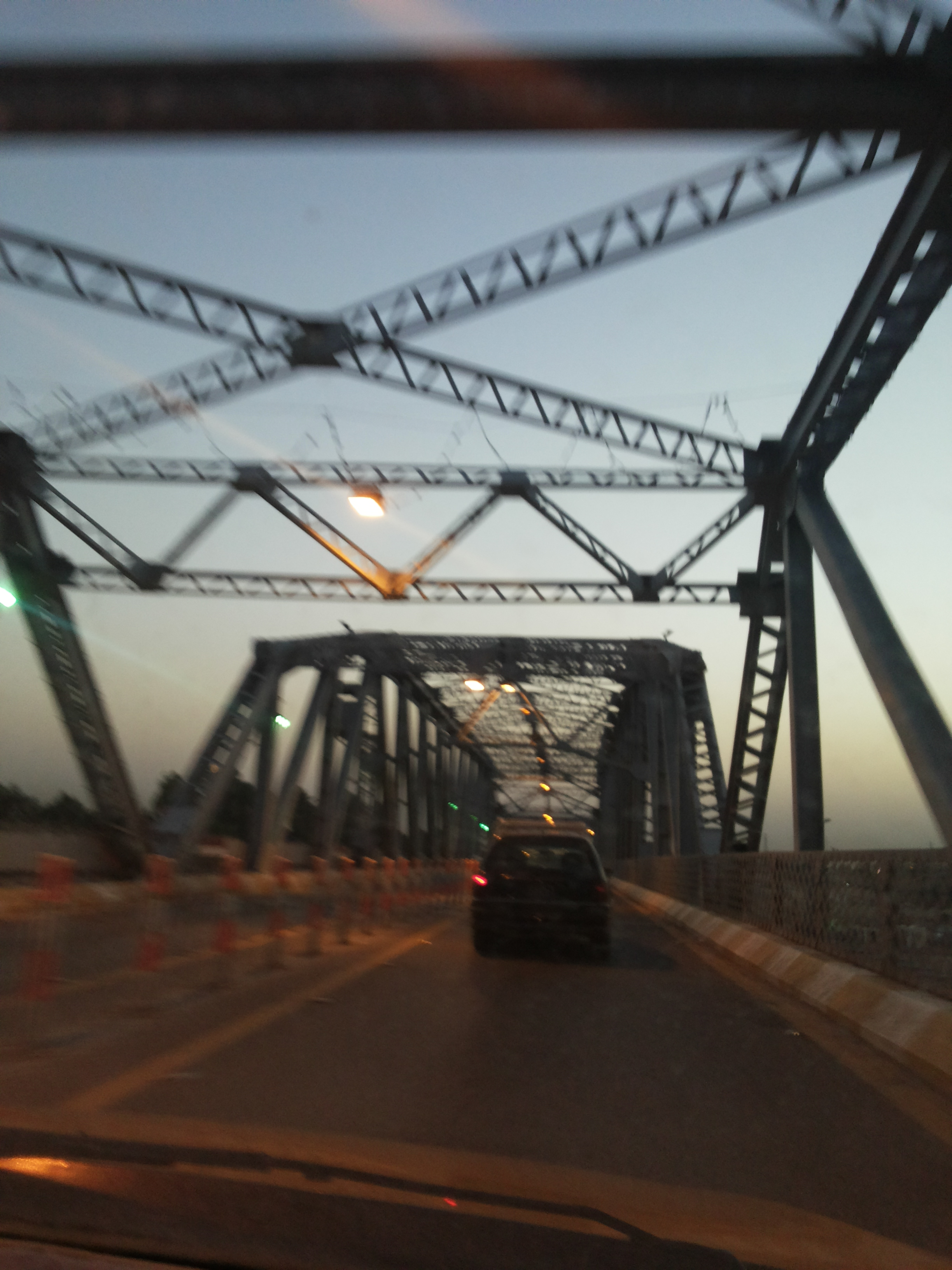
行驶在萨拉菲亚桥上（2013年）
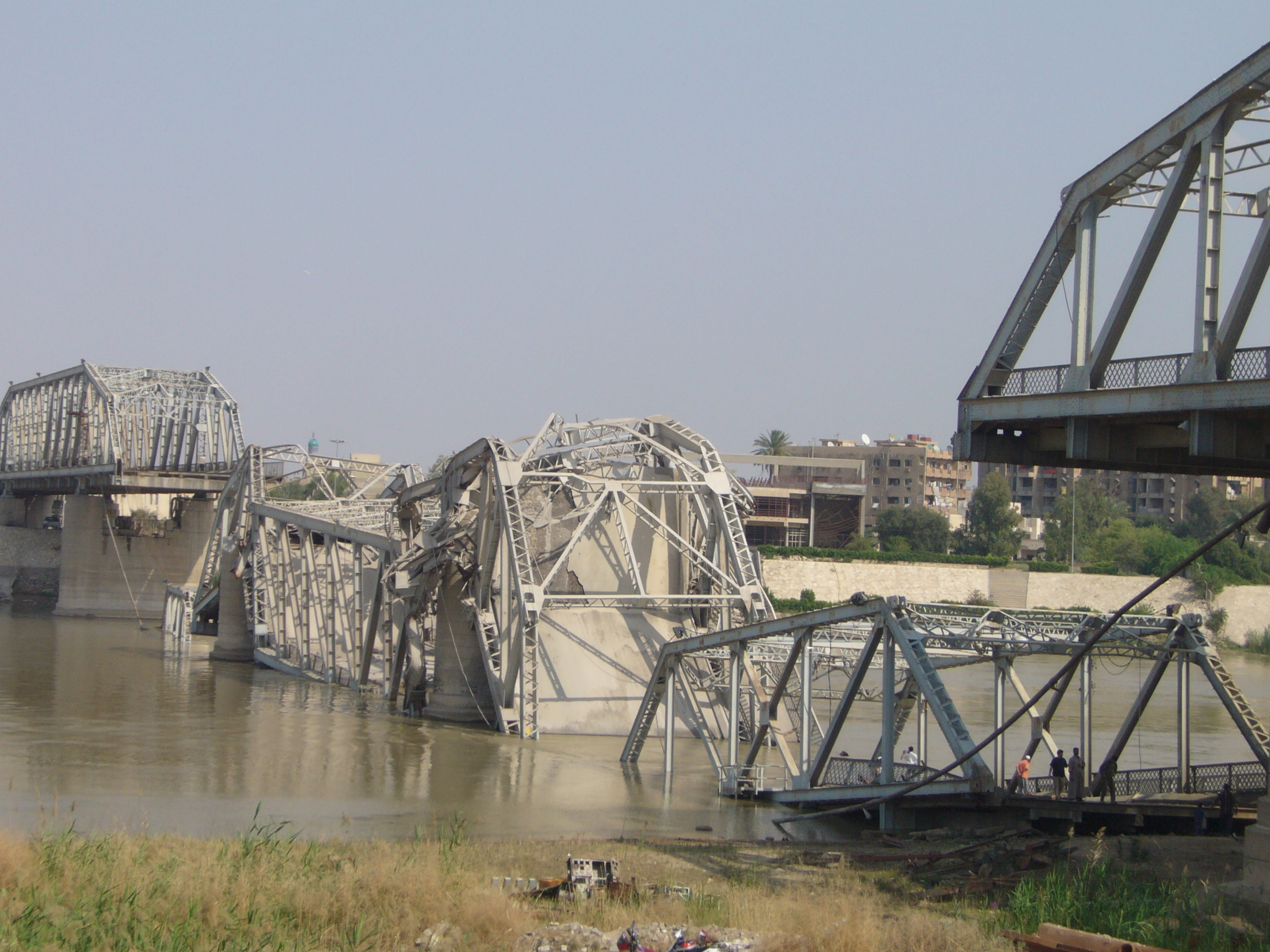
萨拉菲亚桥的夜间灯光照明（2017年6月）
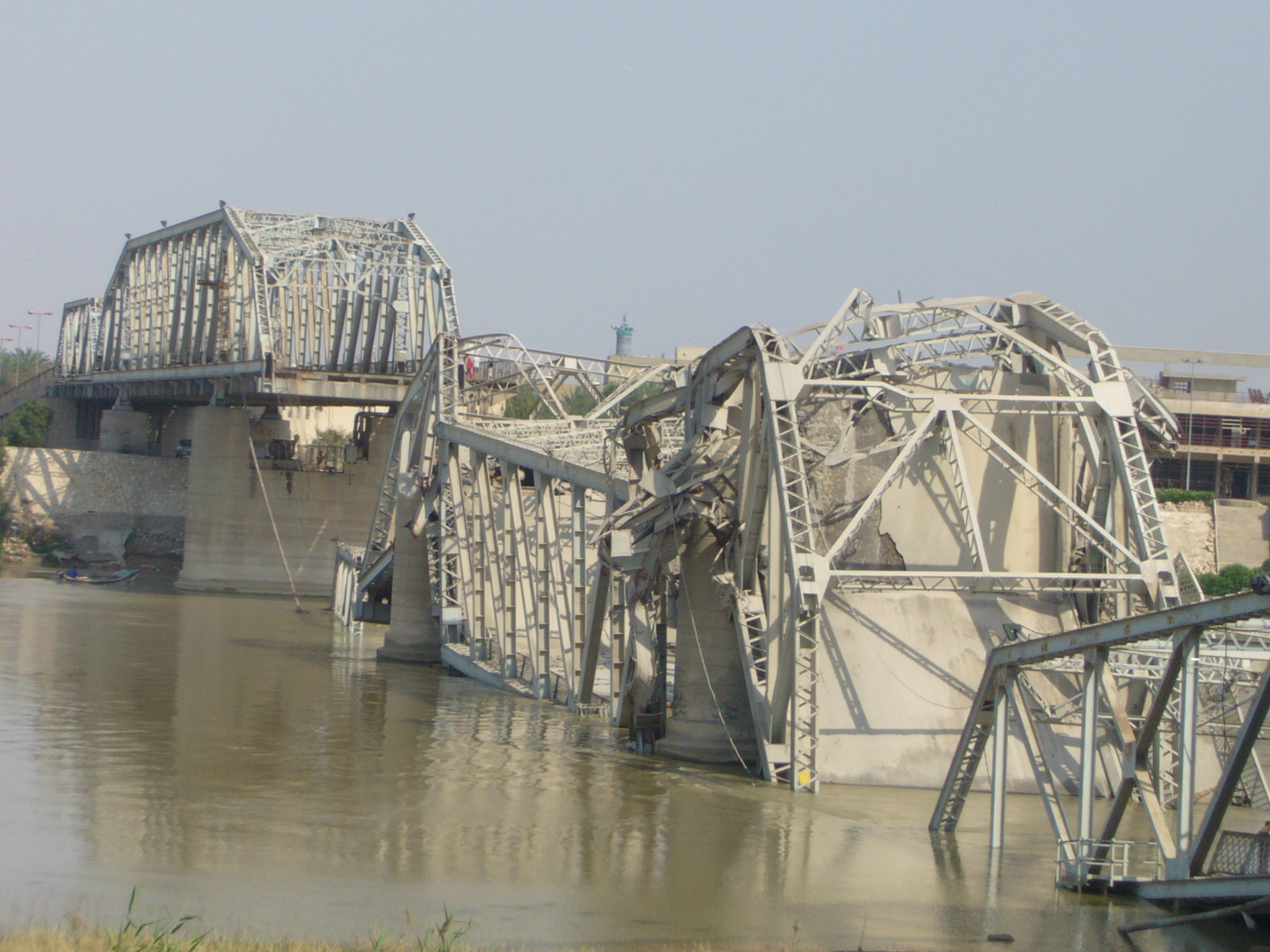
2007年4月12日发生卡车炸弹爆炸后的萨拉菲亚桥
- 2007年4月12日发生卡车炸弹爆炸后的萨拉菲亚桥